# Gradiometria gravimetrica
La gradiometria gravimetrica è una branca della gravimetria. Consente di conoscere la variazione del campo di gravità su una distanza nota. Comporta dei vantaggi rispetto alla gravimetria, infatti garantisce una miglior conoscenza della distribuzione delle densità nel sottosuolo. È un metodo di indagine largamente utilizzato nella geofisica d'esplorazione per la ricerca di idrocarburi ed altre importanti discontinuità geologiche, sebbene affiancato alle prospezioni gravimetriche e/o sismiche. Specialmente nel periodo della Guerra Fredda è stato impiegato anche nel settore militare.

## Il tensore gradiente di gravità
In un sistema di riferimento in cui l'accelerazione di gravità è diretta verso il centro di massa terrestre, {\displaystyle {\vec {g}}} può essere espresso come il gradiente del potenziale gravitazionale W :
{\displaystyle {\vec {g}}=-{\bigg (}{\frac {\partial W}{\partial x}},{\frac {\partial W}{\partial y}},{\frac {\partial W}{\partial z}}{\bigg )}}
Calcolando il gradiente di tale vettore ed invertendo il segno del risultato, otteniamo il tensore gradiente di gravità a 9 componenti:
{\displaystyle \Gamma _{ij}({\vec {r}})={\begin{bmatrix}\Gamma _{xx}&\Gamma _{xy}&\Gamma _{xz}\\\Gamma _{yx}&\Gamma _{yy}&\Gamma _{yz}\\\Gamma _{zx}&\Gamma _{zy}&\Gamma _{zz}\end{bmatrix}}}
dove i,j=x,y,z. La regola generale per cui 
{\displaystyle {\vec {\nabla }}\times {\vec {\nabla }}W=0}
riduce a 6 le componenti indipendenti del tensore; la condizione imposta dall'equazione di Poisson sulla traccia del tensore, le riduce a 5.
Le componenti di maggior interesse dal punto di vista geofisico sono quelle diagonali {\displaystyle \Gamma _{xx}}, {\displaystyle \Gamma _{yy}} e {\displaystyle \Gamma _{zz}}, anche se in alcune situazioni dove si richiede un'elevata precisione, è utile misurare anche le componenti non diagonali.
Nel sistema internazionale il gradiente di gravità si misura in s−2, tuttavia, date le entità delle anomalie gradiometriche riscontrabili nel corso delle campagne geofisiche, è più comodo utilizzare l'eotvos che si abbrevia con E: 1 E corrisponde a 10−9 s−2.

## Misura del gradiente di gravità
Le componenti verticali ed orizzontali del gradiente di gravità vengono
misurate facendo la differenza di {\displaystyle g} in due punti dello spazio separati da una distanza nota. Ad esempio, nel caso della componente {\displaystyle \Gamma _{zz}}, la quantità che viene di fatto misurata, è il rapporto:
{\displaystyle {\frac {\Delta g_{z}}{\Delta z}}={\frac {g_{z2}-g_{z1}}{z_{2}-z_{1}}}}
dove {\displaystyle g_{z1}} e {\displaystyle g_{z2}} sono le componenti verticali dell'accelerazione di gravità, misurate rispettivamente alle altezze {\displaystyle z_{1}} e {\displaystyle z_{2}}. 
La misura del gradiente di gravità può essere fatta in almeno due modi. Il primo e più semplice, prevede l'utilizzo di un solo gravimetro per misurare {\displaystyle g} in due punti dello spazio a distanza nota, ma a tempi diversi. Il secondo metodo consiste nella misura contemporanea della gravità nei due punti a distanza nota, con due gravimetri distinti. 
Entrambi i metodi tuttavia impediscono di ottenere elevate sensibilità perché ciascuna misura è affetta da un diverso rumore ambientale che quindi si presenta inalterato nella misura del gradiente di gravità.

## Gradiometro gravimetrico
È lo strumento dedicato alla misura del gradiente di gravità. Consiste di due accelerometri fissati rigidamente ad uno stesso supporto meccanico. Ciò garantisce la massima reiezione del rumore di modo comune (CMRR).